# Teinogenys inermis
Teinogenys inermis är en skalbaggsart som beskrevs av Blackburn 1890. Teinogenys inermis ingår i släktet Teinogenys och familjen Dynastidae. Inga underarter finns listade i Catalogue of Life.